# Dawid Bręk
Dawid Bręk (ur. 20 września 1989 w Nowym Tomyślu, zm. 12 maja 2022) – polski koszykarz, wychowanek drużyny Basket Team Opalenica, występujący na pozycji rozgrywającego.

## Życiorys
Dawid Bręk był wychowankiem drużyny Basket Team Opalenica. Od sezonu 2007/2008 występował w Kotwicy Kołobrzeg. 11 listopada 2007 roku w meczu przeciwko Czarnym Słupsk zadebiutował w najwyższej klasie rozgrywkowej, w meczu tym zdobył jeden punkt. W Kotwicy Kołobrzeg Bręk grał do 2011 roku, rozgrywając w Polskiej Lidze Koszykówki 60 spotkań. Na początku stycznia 2011 roku przeszedł do drużyny SKK Siedlce występującej w I lidze. W drużynie z Siedlec zagrał w 18 meczach. Po zakończeniu sezonu 2010/2011 przeszedł do drużyny Polfarmexu Kutno. W sezonie 2011/2012 rozegrał 27 spotkań, a w sezonie 2012/13 38 spotkań, zdobywając z kutnowską drużyną brązowy medal I ligi. Na początku sezonu 2013/14 przechodził rehabilitację przez co opuścił pierwszą połowę sezonu, jednak w drugiej pomógł drużynie w osiągnięciu awansu do Tauron Basket Ligi. 13 lipca 2014 przeszedł do drużyny Sokoła Łańcut, z którą w sezonie 2014/15 doszedł do finału I ligi w którym przegrali ze Stalą Ostrów Wielkopolski.
Po zakończeniu sezonu 2014/15 przeszedł do drużyny Miasta Szkła Krosno.
4 lipca 2017 został zawodnikiem Spójni Stargard.
14 lipca 2019 dołączył do Biofarmu Basket Poznań.
12 maja 2022 zmarł śmiercią samobójczą.

## Osiągnięcia
Drużynowe
- Złoty medal I ligi – 2014, 2016, 2018
- Srebrny medal I ligi – 2015
- Brązowy medal I ligi – 2013

Indywidualne
- Zaliczony do I składu:
  - I ligi (2013, 2018)[9][10][11]
  - grupy D II ligi (2021)[12]

Reprezentacja
- Uczestnik mistrzostw świata 3x3 (2017 – 10. miejsce)[13]

## Statystyki
| Sezon     | Drużyna                        | M  | S5 | MPG  | FG%   | 3P%   | FT%   | RPG | APG | SPG | BPG | PPG  |
| --------- | ------------------------------ | -- | -- | ---- | ----- | ----- | ----- | --- | --- | --- | --- | ---- |
| 2007/2008 | Kotwica Kołobrzeg (PLK)        | 6  |    | 2,2  | 0%    | 0%    | 0%    | 0,3 | 0,2 | 0,2 | 0,0 | 0,0  |
| 2008/2009 | Kotwica Kołobrzeg (PLK)        | 13 |    | 8,7  | 21,4% | 26,7% | 50%   | 0,6 | 0,9 | 0,2 | 0,0 | 1,6  |
| 2009/2010 | Kotwica Kołobrzeg (PLK)        | 27 |    | 15,7 | 50%   | 35,2% | 50%   | 1,6 | 2,4 | 0,9 | 0,0 | 4    |
| 2010/2011 | Kotwica Kołobrzeg (PLK)        | 12 |    | 11,9 | 22,7% | 21,1% | 66,7% | 1,8 | 1,4 | 0,6 | 0,0 | 2,2  |
| 2010/2011 | SKK Siedlce (I liga)           | 18 |    | 35,1 | 42,3% | 31,5% | 76,2% | 4,0 | 6,3 | 1,8 | 0,2 | 13,0 |
| 2011/2012 | Polfarmex Kutno (I liga)       | 27 |    | 25,3 | 49%   | 21,7% | 72,1% | 2,4 | 4,0 | 1,1 | 0,1 | 7,6  |
| 2012/2013 | Polfarmex Kutno (I liga)       | 38 |    | 31,5 | 51,1% | 41,6% | 72,8% | 2,9 | 4,7 | 1,3 | 0,2 | 14,3 |
| 2013/2014 | Polfarmex Kutno (I liga)       | 19 |    | 15,3 | 37,1% | 32,1% | 37,5% | 1,4 | 2,5 | 0,7 | 0,4 | 4,5  |
| 2014/2015 | Sokół Łańcut (I liga)          | 23 |    | 24,9 | 37,2% | 31,1% | 31,1% | 2,5 | 4,6 | 0,8 | 0,1 | 9,7  |
| 2015/2016 | Miasto Szkła Krosno (I liga)   | 41 |    | 23,8 | 42,1% | 34,6% | 76,5% | 2,3 | 5,8 | 1,0 | 0,1 | 8,1  |
| 2016/2017 | Miasto Szkła Krosno (PLK)      | 31 | 7  | 15,4 | 39,8% | 39,4% | 45,5% | 1,4 | 2,1 | 0,2 | 0,1 | 3,6  |
| 2017/2018 | Spójnia Stargard (I liga)      | 42 |    | 32,8 | 40,5% | 34,9% | 76,7% | 3,1 | 6,5 | 1,3 | 0,2 | 12,5 |
| 2018/2019 | Spójnia Stargard (PLK)         | 29 | 1  | 13,3 | 34,5% | 34,5% | 74,1% | 0,7 | 2,3 | 0,3 | 0,1 | 3,4  |
| 2019/2020 | Biofarm Basket Poznań (I liga) | 21 |    | 31,4 | 36,4% | 29,3% | 76,4% | 3,0 | 4,9 | 1,3 | 0,1 | 12,0 |
| 2020/2021 | Rycerze Rydzyna (II liga)      | 30 |    | 27,2 | 42,0% | 35,0% | 77,3% | 3,8 | 7,6 | 1,5 | 0,1 | 12,9 |
| 2021/2022 | Enea Basket Poznań (II liga)   | 28 |    | 28,1 | 45,8% | 36,2% | 65,0% | 3,5 | 6,5 | 2,1 | 0,4 | 11,3 |